# Габбро
Га́ббро (итал. gabbro) — магматическая плутоническая горная порода основного состава, нормального ряда щелочности из семейства габброидов. Главными минералами габбро является основной (богатый анортитовым компонентом) плагиоклаз и моноклинный пироксен, иногда также содержатся оливин, ромбический пироксен, роговая обманка и кварц, в качестве акцессорных присутствуют апатит, ильменит, магнетит, сфен, иногда хромит.

## Описание
Чёрная, тёмно-зелёная, иногда пятнистая порода. Структура полнокристаллическая, равномерно кристаллическая, крупно- и среднезернистая. Также для отдельных разновидностей габброидов могут быть выделены специфические структуры, такие как габброофитовые или норитовые, определяемые по степени идиоморфизма минералов, слагающих породу. Текстура массивная, иногда пятнистая, полосчатая, такситовая.
Плотность: 2,9—3,1 г/см³. Пористость: 0,12-2.2%. Прочность при сжатии: 200-400 МПа.
Средний химический состав SiO2 43—52 %, ТіO2 0,1—4 %, Al2O3 8—27 %, Fe2O3 0,3—10 %, FeO 1,5—15 %, MgO 3—15 %, CaO 8—18 %, Na2O 0,5—3,5 %, К2О 0,05—2 %.

## Форма залегания
Крупные лакколиты, лополиты, силлы и штоки. Часто встречается в расслоенных дифференцированных интрузивных комплексах, содержащих породы основного и ультраосновного состава. В офиолитовых комплексах образует тектонические пластины, в виде пластовой и параллелепипедной отдельности.

## Разновидности
По минеральному набору различаются габбро: анортозиты, нориты, троктолиты. Анортозиты лишены темноцветных минералов, богаты плагиоклазом (85—90 %). Из них известны лабрадориты — анортозиты, или плагиоклазиты, состоящие в основном из лабрадора. Они часто обладают красивой голубоватой, фиолетовой или зеленоватой игрой цветов, связанной с оптическими свойствами лабрадора, называемыми иризацией. Нориты — габбро, содержащее помимо моноклинного, ещё и пироксен ромбический в заметных количествах. Троктолиты — это габбро, состоящее только из плагиоклаза и оливина. Габбро, содержащее в заметных количествах оливин (> 5 %) называется оливиновым габбро.

## Диагностика
Габбро от диорита отличается большим содержанием темноцветных минералов и, следовательно, более тёмной окраской.

## Месторождения и практическое значение

Скульптура из габбро. Автор П. А. Фишман

Распространены в различных районах Великобритании, в Северной Америке (в горах Адирондак) и вдоль побережья полуострова Лабрадор (Канада), в ЮАР, Франции, Шотландии (Великобритания) и др.; крупные массивы габбро известны в Карелии, на Урале, Кольском полуострове, в Закавказье, в Украине и др.
Габбро иногда содержат скопления рудных минералов и в этих случаях могут использоваться как руды меди, никеля и титана.
Часто применяются в качестве строительного и облицовочного камня высокой прочности, для наружной и внутренней облицовки, преимущественно в виде полированных плит и для приготовления щебня и дорожного камня. Также габбро очень часто используют в качестве надгробных сооружений (памятники, облицовка места захоронения). Чаще всего для этих целей используют габбро карельских и украинских месторождений.